# Paraparaumu
Paraparaumu ist eine Stadt im Kapiti Coast District der Region Wellington auf der Nordinsel von Neuseeland.

## Geographie
Die Stadt befindet sich rund 28 km nordnordöstlich von Porirua und rund 40 km südwestlich von Levin an der Küste der Kapiti Coast. Wellington, als größte Stadt der Region, liegt rund 46 km in südsüdwestlicher Richtung.
Paraparaumu Beach, Raumati Beach und Raumati South sind die direkt angrenzenden Orte zur Küste hin, Otaihanga liegt direkt angrenzend nach Nordosten hin und Waikanae sowie Waikanae Beach, beide rund 6 km entfernt, sind die angrenzenden Orte in nördlicher und nordöstlicher Richtung. Paekakariki, als angrenzender Ort in südwestlicher Richtung, liegt rund 10 km entfernt.

## Bevölkerung
Zum Zensus des Jahres 2013 zählte die Stadt 8685 Einwohner, 5,9 % mehr als zur Volkszählung im Jahr 2006.
Zusammen mit den eng angrenzenden Orten Paraparaumu Beach mit 8508 Einwohnern, Raumati Beach mit 4848 Einwohnern, Raumati South mit 3594 Einwohnern und Otaihanga mit 1206 Einwohnern, bildet die Stadt eine Siedlungseinheit und kommt zusammen auf 26.841 Einwohner im Jahr 2013, was eine Steigerung der Einwohnerzahl gegenüber dem Jahr 2006 von rund 6,3 % ausmacht.

## Infrastruktur

### Straßenverkehr
Durch Paraparaumu führt der New Zealand State Highway 1, der die Stadt mit allen an der Küste nach Norden und nach Süden liegenden Städte und Orte verbindet.

### Schienenverkehr
Durch die Stadt führt die North Island Main Trunk Railway, die parallel zum State Highway 1 verläuft. Im Bahnhof der Stadt endet die von Wellington kommende, als Kapiti Linie bezeichnete Verbindung. Weiter halten hier die Fernverkehrszüge der Kiwi Rail Scenic Journeys Capital Connection (von Wellington nach Palmerston North) und der Northern Explorer (von Wellington nach Auckland).

### Flugverkehr
Die Stadt besitzt mit dem Kapiti Coast Airport einen Flughafen mit zwei je 1450 m und 1000 m langen asphaltierten Start- und Landebahnen. Der Flughafen gehört zu den wenigen in privater Hand befindlichen Flughäfen in Neuseeland. Er bedient die Flughäfen Wellington, Blenheim und Nelson. Inklusive Trainingsflüge gibt der Betreiber Stand 2017 rund 25.000 Flugaktivitäten pro Jahr für den Flughafen an.

### Bildungswesen
In Paraparaumu befindet sich mit dem Paraparaumu College die größte weiterführende Schule der Kapiti Coast Region. Das Kapiti College liegt im nahegelegenen Raumati Beach und das Ōtaki College ist in Ōtaki zu finden.

## Sport
Früher besaß die Stadt einen eigenen Fußballverein, den Paraparaumu United. Nach der Fusion mit den Kapiti Hearts im Jahr 2003 benannte sich der neu entstandene Verein Kapiti Coast United und fand seine Heimat im Weka Park in Raumati.

## Persönlichkeiten
- Patricia Marjorie Ralph (1920–1995), Meeresbiologin und Universitätsdozentin
- Wayne McIndoe – Field Hockey-Spieler
- Andrew Niccol (* 1964) – Drehbuchautor, Regisseur und Produzent.
- Christian Cullen (* 1976) – Mitglied der Neuseeländischen Rugby-Union-Nationalmannschaft
- Stephen Kearney – Rugby-Spieler
- John Henwood – Läufer und Olympiateilnehmer 2004